# 東京都信用組合協会
東京都信用組合協会（とうきょうとしんようくみあいきょうかい、略称：都信協）は、東京都中央区に事務所を置く、東京都内の信用組合の協会組織である。

## 概要
1952年（昭和27年）に東京都内の信用組合の協会組織として設立。
現在は主に、各関係官公庁や各種金融機関との連絡調整、情報収集をもとに各信用組合への情報発信を行っている。
信用組合業界の健全な発展を図るため、資格試験の運営、研修及び講習会の実施、経営指標の作成、広報活動なども行っている。

## 沿革
- 1952年（昭和27年）- 東京都信用協同組合設立総会開催
- 1967年（昭和42年）- 都信協グループ保険事業開始
- 1969年（昭和44年）- 東京都信用組合協会シンボルマスコット「くみちゃん」誕生
- 1971年（昭和46年）- TBSにてテレビCM放映を開始。
- 1995年（平成7年）  - 債権管理回収日が設置され安全信用組合と東京協和信用組合の不良債権回収事業を開始
- 1996年（平成8年）  - コスモ信用組合の不良債権回収事業を開始。
- 2003年（平成15年）- 設立50周年を迎える

## 歴代会長
- 初代 佐々田三郎
- 第二代 小山省二
- 第三代 上平正治
- 第四代 滝澤直治郎
- 第五代 長瀬皖
- 第六代 鈴木進
- 第七代 金子賢三
- 第八代 本多一雄
- 第九代 治山孟
- 第十代 関水誠
- 第十一代 雨宮良晴
- 第十二代 網代良太郎
- 第十三代 近藤宏
- 第十四代 車田和男
- 第十五代 安田眞次
- 第十六代 柳沢祥二

## 主な業務
- 業務活動支援事業
- 人材確保・育成事業
- 経営基盤安定強化・推進支援事業
- 調査研究・情報収集・統計資料作成等の事業
- 各種提携事業

## 資格試験
以下の資格試験を1973年（昭和48年）から実施している。
- 預金実務適性試験
- 融資実務適性試験
- 為替実務適性試験
- 経理実務適性試験
- 渉外実務適性試験